# ديفيد هيل (رجل أعمال)
ديفيد هيل (بالإنجليزية: David Hill)‏ هو شخصية أعمال وكاتب ومؤرخ وناشط حقوق الإنسان وصحفي أسترالي وبريطاني، ولد في 20 يونيو 1946 في إيستبورن في المملكة المتحدة.